# Phalaca nobilis
Phalaca nobilis är en insektsart som beskrevs av Willy Adolf Theodor Ramme 1941. Phalaca nobilis ingår i släktet Phalaca och familjen gräshoppor. Inga underarter finns listade i Catalogue of Life.